# Ixodes holocyclus
Ixodes holocyclus (лат.), — вид опасных кровососущих клещей рода Ixodes из семейства Ixodidae. Их укусы могут вызывать параличи у человека и животных, поэтому его называют «Australian paralysis tick» (австралийский паралитический или парализующий клещ), известны по меньшей мере 20 человеческих смертей. Эндемик Австралии.

## Описание
Размер тела самцов 1,9×1,6 мм — 3,2×2,3 мм. Самки 2,6×1,1 мм — 3,8×2,6 мм; напитавшиеся кровью достигают размеров 13,2×10,2 мм. Паразитируют как на диких млекопитающих (чаще сумчатые, коалы, бандикуты, опоссумы и кенгуру, а также, грызуны), так и на домашних животных (собаки, свиньи, кошки, лошади, крупный и мелкий рогатый скот).
Жизненный цикл клеща Ixodes holocyclus состоит из четырех стадий: яйцо, личинка, нимфа, взрослая особь. Ixodes holocyclus требует трёх хозяев для завершения своего жизненного цикла; таким образом, это «трёххозяинный клещ». Клещи вылупляются в виде шестиногих личинок после инкубационного периода в 40—60 дней. Личинки ищут кровь хозяина, питаются в течение четырёх-шести дней, затем отпадают от хозяина и линяют, превращаясь в восьминогую нимфу. Нимфам требуется второе питание кровью, прежде чем они смогут снова линять и превратиться во взрослую особь. Взрослым самкам требуется ещё один приём крови, который длится до десяти дней, после чего они откладывают до 3000 яиц в лиственную подстилку. Самцы ищут самок на хозяине для спаривания и паразитируют на самках, питаясь их кровью. Этот жизненный цикл длится около года.

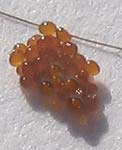
Яйца Ixodes holocyclus
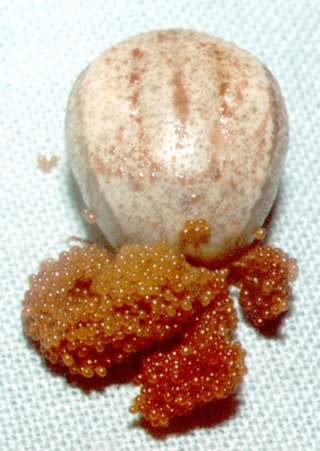
Самка и яйца
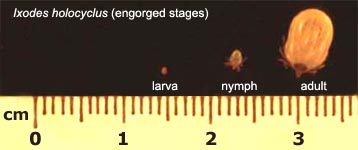
Размеры: личинка, нимфа, самка

Чтобы найти хозяина, клещи «ищут», забираясь на растительность и медленно махая передними лапами, пока хозяин не окажется в пределах досягаемости. Когда клещи находят хозяина, они могут не нападать сразу, а блуждать до двух часов, пока не прикрепятся на затылке или за ухом хозяина.
И самка, и самец клеща ищут хозяина, но по разным причинам. Самка ищет хозяина, чтобы полакомиться кровью, а самец — чтобы найти самку клеща, чтобы спариться и питаться от неё. Самцы могут паразитировать на самках клещей, прокалывая их кутикулы своими ротовыми частями, чтобы питаться гемолимфой; было обнаружено до четырёх самцов, питающихся одной самкой клеща. Взрослые самцы клещей редко питаются кровью хозяина. Внешняя поверхность, или кутикула, иксодовых клещей растёт, чтобы вместить большой объем проглоченной крови, который у взрослых клещей может в 200—600 раз превышать вес их тела без питания.

### Самка

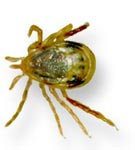
Самка Ixodes holocyclus сверху
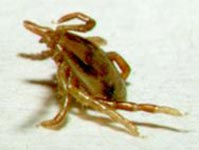
Самка сбоку
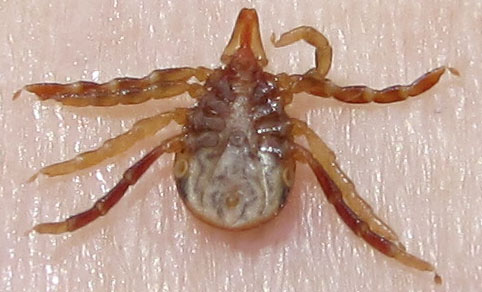
Самка снизу, где видны генитальное отверстие (верхнее), анус (нижнее) и дыхальца (по бокам). Вокруг ануса слабая опоясывающая бороздка (отсюда holocyclus)
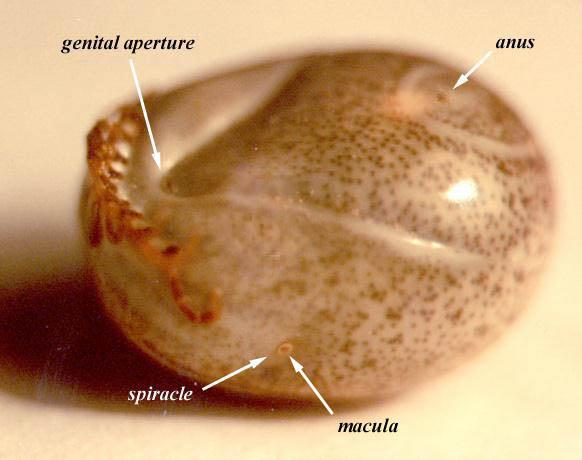
Насытившаяся самка: видно дыхальце, а также генитальные и анальные бороздки

Тело голодной самки овальное, плоское, желтоватое, размер (длина × ширина) от 2,6 × 1,1 мм до 3,8 × 2,6 мм; маргинальная борозда хорошо развита и непрерывна; волоски мелкие, рассеянные, наиболее многочисленные в области маргинальной складки. Полунасытившиеся кровью экземпляры часто имеют тело, наиболее широкое за тазика IV и с талией на уровне дыхалец. Полностью насытившиеся экземпляры широко овальные, достигают 13,2 × 10,2 мм, живые клещи с сине-серым аллоскутумом (растяжимая область после твёрдого скутума), спина светлого цвета, темная полоса в области маргинальной бороздки. Капитулум: длина 1,00—1,035 мм. Базис дорсально 0,60-0,68 мм шириной, боковые субмаргинальные поля вздуты и часто отделены от вдавленного срединного поля нечёткими килями; задний край извилистый, заднелатеральные углы вздуты, иногда слабо выражены; пористые участки крупные, глубоко субокруглые или овальные, длинная ось направлена вперёд, интервал часто вдавлен. Пальпы длинные и тонкие, несут несколько длинных волосков вентрально; членик I округлый и несколько выдается латерально, внутреннее «кольцо» с дорсальным язычкообразным расширением, а вентрально полукруглое и пластинчатое, задний край пластинки выходит за пределы пальп; членики 2 и 3 без видимого шва, 0,75—0,85 мм в длину и примерно в четыре раза длиннее ширины, узко закругленные дистально. Гипостомус ланцетный и тупо заостренный; зубцы в основном 3/3, самая внутренняя пара из мелких, разнесенных зубцов, базально 2/2. Скутум: в ширину немного больше, чем в длину, самая широкая часть немного сзади от середины длины, 1,6 × 1,7 мм — 2,4 × 2,4 мм, плоская посередине, выпуклая снаружи до длинного, сильного бокового киля; переднебоковые края практически прямые, заднебоковые слабо вогнуты; задний угол широко закруглён. Пункции многочисленные, мелкие, иногда немного крупнее в срединной и латеральной частях, неглубокие бороздки часто присутствуют в задней части. Шейные бороздки хорошо выражены, но короткие. Выпячивание умеренное. Скапулы тупые. Генитальное отверстие: на одном уровне с тазиком IV, но у насытившихся экземпляров иногда чуть сзади от этого уровня. Анальные бороздки: округлые в передней части, изгибаются за анусом и сходятся в несколько удлиненной точке. Дыхательная пластинка: субокруглая, наибольший размер 0,40—0,45 мм. Ноги: тазики гладкие, I и II иногда со слабыми округлыми гребнями снаружи, каждый с рядом длинных волосков сзади и наружной шпорой, более длинной и заостренной, чем у самца, и уменьшающейся в размере сзади. Вертлуг IV (и иногда III) часто с маленькой вентральной шпорой. Лапки сужаются резко; длина I лапки 0,70—0,80 мм, IV лапки 0,60—0,78 мм.

### Хозяева
Естественными хозяевами клеща Ixodes holocyclus являются коалы, длинноносый бандикут (Parameles nasuta), гигантский бандикут (Isoodon torosus), ехидны, опоссумы и кенгуру. Потенциальными хозяевами являются многие виды млекопитающих, птиц и иногда рептилий. Из-за постоянного заражения местные животные обычно невосприимчивы к токсинам клещей. Клещ может паразитировать на большинстве млекопитающих, таких как крупный рогатый скот, овцы, козы, лошади, свиньи, кошки, крысы, мыши и люди. Смертельные случаи, вызванные одной присосавшейся взрослой самкой клеща, отмечаются в основном у молодых животных крупных видов и у домашних животных всех возрастов и размеров (собак и кошек). Личинки и нимфы также могут вызывать токсические реакции в организме хозяина. Пятьдесят личинок или пять нимф могут убить 40-граммовую крысу; большее количество тех и других может вызвать паралич у собак и кошек. Их легко обнаружить на короткошерстных животных, но трудно — на длинношерстных, таких как персидские кошки. Людям, которые живут в районах, подверженных клещам, и чьи домашние животные выходят на улицу, рекомендуется ежедневно осматривать своих питомцев на наличие клещей. Клещей часто не обнаруживают до тех пор, пока они не станут достаточно большими, чтобы их можно было прощупать. К этому времени клещ уже подверг животное воздействию большого количества токсина. Одна взрослая самка во время присасывания может выработать достаточно токсина, чтобы убить четырёх крыс. Хотя это и не типично, известно, что взрослая самка присасывается несколько раз к разным собакам.

### Хищники
Естественными хищниками Ixodes holocyclus являются насекомоядные птицы и наездники энциртиды.

## Питание

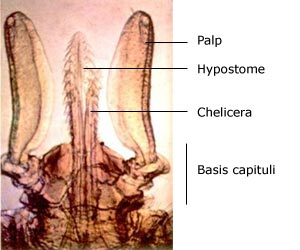
Капитулум Ixodes holocyclus

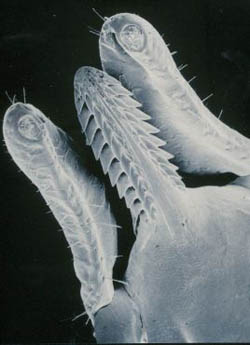
Капитулум Ixodes holocyclus (сканирующая электронная микроскопия)

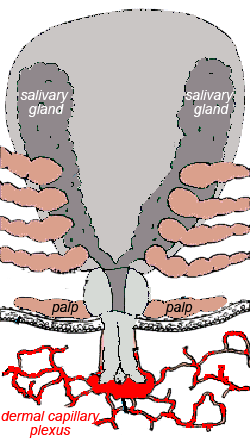
Питание Ixodes holocyclus

Клещи, как правило, являются облигатными кровососами. Активные стадии (личинки, нимфы и взрослые особи) Ixodes holocyclus нуждаются в крови как источнике питания. Взрослые особи также нуждаются в крови для производства спермы или яиц. Процесс питания иксодовых клещей имеет сначала медленную фазу в течение нескольких дней, а затем быструю фазу в последние 12—24 часа перед откреплением. К концу медленной фазы может произойти десятикратное увеличение веса накормленного клеща по сравнению с голодным, но к концу последней быстрой фазы происходит ещё одно десятикратное увеличение. Гипостом имеет желобок вдоль дорсальной поверхности, образующий пищевой канал (также известный как преоральный канал), через который кровь поступает от хозяина и передается в рот и глотку. Во время питания кровью иксодовых клещей жидкая часть пищи сначала концентрируется за счет удаления воды и избыточных ионов, которые перемещаются через эпителий кишечника и попадают в полость тела клеща (гемоцель). Затем эти компоненты поглощаются слюнными железами, которые вырабатывают водянистую слюну, которая впрыскивается обратно в организм хозяина.
Выбрав место для кормления, клещ располагает ноги так, чтобы поднять тело под острым углом. Направляемые пальпами, хелицеры врезаются в кожу горизонтальным режущим движением. Они разрывают эпидермальные слои, и образуется небольшая «лужа» крови. Гипостом вставляется, и это обеспечивает первоначальную прочность прикрепления. В случае с Ixodes holocyclus гипостом внедряется относительно очень глубоко в дерму. Процесс, с помощью которого такие клещи питаются, называется телмофагией (питание в бассейне). (Это отличается от процесса соленофагии, используемого комарами, в котором питание происходит непосредственно из маленькой венулы). Образовавшийся «бассейн крови» расширяется в результате действия антикоагулянтов, выделяемых слюнными железами.
Концентрация слюны и, предположительно, токсинов, ведёт к грануломатозной реакции вокруг ротовых частей клеща. Некоторые экспериментаторы считают, что остаточный токсин, находящийся в этой грануломе, по крайней мере, частично ответственен за нарастающий паралич, возникающий после удаления клеща. Для сравнения, североамериканский парализующий клещ Dermacentor andersoni (встречается в Скалистых горах в США) не производит гранулому в месте прикрепления, и в этом случае паралич быстро регрессирует после удаления клеща.

 Голодная самка
 Начало питания
 Середина питания
 Окончание питания

## Аллергия

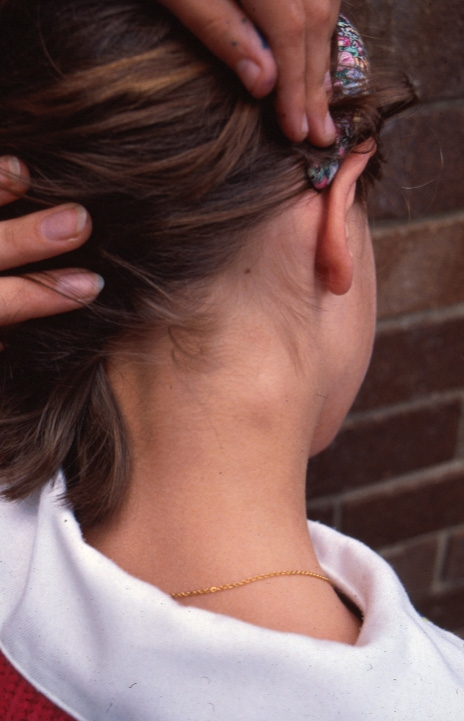
Взрослая самка клеща Ixodes holocyclus в начале прикрепления на коже человека за ухом у линии волос. Виден опухший лимфатический узел на шее ниже клеща

### Аллергические реакции на личинок
Прикрепление нескольких личинок к несенсибилизированному хозяину практически не вызывает никакой реакции, даже если контакт продолжается в течение нескольких дней. Однако к концу кормления в месте прикрепления может появиться зуд, покраснение и локальный отек. Повторное заражение личинками, как это происходит в сельских и лесистых пригородных районах, где распространены бандикуты, быстро приводит к развитию гиперчувствительности. Резкое местное покраснение, онемение, отёк и зуд могут развиться в течение 2—3 часов после прикрепления даже одной личинки, если человек был сенсибилизирован предыдущим укусом. В этом случае прикрепление личинок приводит к образованию внутриэпидермальных пятен и, в конечном итоге, волдырей. В конце концов они разрываются, личинки отделяются и погибают. Клещ, впившийся в веко, может привести к грубому отеку лица и шеи в течение нескольких часов. В течение 5—6 часов после появления первых симптомов у человека может развиться трахеофарингеальная компрессия.
Во время влажного лета любое беспокойство высоких растений может привести к появлению личинок клеща. Когда большое количество личинок прикрепляется к сенсибилизированному человеку, может возникнуть тяжелый аллергический дерматит. Такие вспышки сезонны в юго-восточном Квинсленде и чаще всего происходят в январе, феврале и марте, когда популяция личинок достигает своего пика. Дерматит чаще всего встречается у сельских рабочих.

### Аллергические реакции на нимфы и взрослые особи
Прикрепление нимф и взрослых особей вызывает различные реакции, многие из которых носят аллергический характер. Часто прикрепление может вызвать незначительную реакцию или вообще не вызвать её, и пациент может не подозревать о присутствии клеща в течение нескольких дней, пока в конце концов незначительный зуд не приведет к его обнаружению. Напротив, иногда наблюдается местная повышенная чувствительность или гиперестезия. Такие места прикрепления окружены покраснением.
После удаления клеща зуд в месте прикрепления может повторяться с интервалами в несколько недель, а небольшая твердая шишка обычно образуется в течение дня или около того после удаления клеща. Она может сохраняться в течение многих недель. Может наблюдаться некоторое изменение цвета кожи в месте укуса. В других случаях кожные реакции могут быть тяжелыми, с выраженным зудом, значительным покраснением, отеком и индурация. Люди также отмечают головные боли.

### Аллергия на мясо
Известны случаи связи между реакцией на укус клеща и аллергией на мясо млекопитающих у людей. Вызванная аллергия необычна тем, что начало аллергической реакции, которая варьируется от легких желудочных симптомов до опасной для жизни анафилаксии (кожная сыпь, опухший язык и серьезное падение кровяного давления), может произойти через 3-6 часов после употребления мяса млекопитающих (обычно говядины, баранины или свинины) и часто через много месяцев после укуса клеща. У всех млекопитающих, кроме человека и некоторых приматов, в тканевой жидкости содержится углевод, известный как альфа-гал (галактоза-α-1,3-галактоза). Когда клещ питается кровью млекопитающего (бандикута, опоссума, кошки, собаки и т. д.), он переносит альфа-гал в пищеварительную систему клеща. Когда тот же клещ прикрепляется к следующему хозяину (например, человеку), он переносит альфа-гал в ткани этого следующего хозяина. Иммунная система некоторых людей распознает альфа-гал как чужеродное вещество и вырабатывает антитела против него. В этом случае вырабатывается антитело IgE, которое является типом антител, ответственных за большинство аллергических реакций. Таким образом, у человека формируется отсроченная аллергическая реакция на последующее употребление мяса млекопитающих (но не курицы или рыбы).

## Клещевой паралич
Клещевой паралич, вызываемый Ixodes holocyclus, является серьёзной ветеринарной проблемой на восточном побережье Австралии, и, по оценкам, не менее 10 000 собак и кошек ежегодно доставляются к ветеринарам для лечения. Смертность собак и кошек, связанная с клещевым параличом, лечением которых занимаются ветеринары составляет в среднем 5 % и 2 %, соответственно. Природа нейротоксина была раскрыта в результате долгого и извилистого пути открытия. Прошло более 90 лет с момента публикации фундаментальных исследований австралийский ветеринара сэра Яна Клюниса Росса о биологии клеща и его действии на собаку, но до сих пор многое неизвестно о клещевом параличе. Эффективные профилактические акарицидные средства сегодня широко доступны, но плохое соблюдение правил среди владельцев домашних животных по-прежнему являются причиной для разработки всё более совершенных клинических методов лечения и профилактики. Несмотря на значительный объем исследовательской работы по созданию вакцины против клещевого токсина, в настоящее время не существует коммерческого продукта.
Токсины Ixodes holocyclus вызывают нарушение секреции нейротрансмиттера ацетилхолина в нервно-мышечных соединениях. В экспериментах, где препараты нервных мышц инкубировали в растворе, содержащем токсин, эффект паралича был отсрочен на шесть-семь часов после добавления токсина. Как и у живых подопытных животных, этот эффект зависел от температуры, причем паралич наступал быстрее при более высоких температурах. У живых мышей, которым вводили токсин, признаки паралича не развивались в течение 8—12 часов после инъекции. Причина отсроченной токсичности неизвестна.
Из слюнных желёз Ixodes holocyclus было выделено несколько токсичных фракций, но молекулярный размер основного парализующего токсина или токсинов варьировался. В ранних работах предполагалось, что наиболее нейротоксичной фракцией был белок (молекулярная масса 40—60 килодальтонов, стабильный при сублимационной сушке, первоначально названный голоциклотоксином). Другой токсин оказался летальным, но не парализующим.
В ходе более позднего исследования были выделены три низкомолекулярных токсина, все три из которых способны вызывать паралич задних конечностей у маленьких мышат. Однако только один из них удалось выделить в количестве, позволяющем проводить дальнейшие исследования. Молекула была относительно небольшой — 6 килодальтонов, что соответствует белку примерно из 50 аминокислот, как в токсинах скорпионов и пауков.
Польза, приносимая парализующим токсином, не ясна. Будучи арахнидами, клещи относятся к хищным членистоногим (паукам, скорпионам и клещам). Пауки и скорпионы сохранили токсины и развили специализированные структуры доставки, в то время как клещи и клещи утратили эту особенность. Из 800 видов клещей только 40—64 вида (10 родов) вызывают токсикоз в той или иной форме. Поскольку клещи перешли от хищного существования к паразитическому, большинство видов утратили свой токсин, что было бы недостатком для паразитического образа жизни (паразитам в целом не выгодно убивать своих хозяев). Последовательность генов токсина клеща показывает высокую гомологию с токсинами скорпионов.
Слюна Ixodes holocyclus также содержит антикоагулянт. Предполагается, что антикоагулянт помогает поддерживать кровоток во время питания клеща.

## Классификация
Вид был впервые описан в 1899 году французским зоологом Луи Жоржем Неманном (Louis Georges Neumann, 1846—1930). Включён в подрод Stemalixodes, у всех этих видов самки обладают крупным скутумом, снабженным сильными боковыми килями; пальпы длинные и тонкие, а гипостом ланцетный.

## История изучения
Одно из самых ранних австралийских упоминаний о клещах как о проблеме человеческих болезней содержится в дневнике, который вёл капитан Уильям Хилтон Хауэлл во время своего путешествия из озера Джордж в Порт-Филипп в 1824—1825 годах. В нём он отметил «маленькое насекомое под названием клещ, которое зарывается в плоть и в конце концов уничтожает человека или животное, если его вовремя не удалить».
Джеймс Бэкхаус, много путешествовавший квакер раннего колониального периода, приводит следующий рассказ: «В Колонгатте, в Шоал-Хейвене… район, который, как и Иллаварра, гораздо более благоприятен для выпаса рогатого скота, чем для овец. Среди врагов последних в этих богатых прибрежных землях — плетневый клещ, твёрдое плоское насекомое тёмного цвета, около десятой части дюйма в диаметре и почти круглое в теле; он внедряется под кожу и уничтожает не только овец, но иногда жеребят и телят. Паралич задних конечностей часто предшествует смерти в этих случаях. Иногда он вызывает болезненные припухлости, когда его насильно извлекают из человеческого тела, после того как он закрепил в коже свою якореподобную голову и придатки. Чтобы предотвратить это неудобство, мы несколько раз заставляли их ослабить свою хватку, смазывая их маслом или влажной табачной золой».
Хотя первопоселенцы знали, что клещи представляют угрозу для их собак и, возможно, для них самих, паралитический клещ не был научно описан до 1899 года (Неманном). В дальнейшем он был изучен Натталом и Варбуртоном (1911). К 1921 году Додд установил окончательную связь между Ixodes holocyclus и клиническим заболеванием у трёх собак. Его выводы заключались в том, что для развития клинических признаков требовалось 5—6 дней с момента прикрепления, а основным неврологическим симптомом был двигательный паралич. Жизненный цикл был изучен главным образом Яном Клунисом Россом (1924). Клуни Росс также продемонстрировал, что за паралич отвечает токсин, вырабатываемый клещом, а не какой-то инфекционный агент, переносимый клещом. Жизненный цикл был дополнительно изучен Оксером и Рикардо и позднее обобщён Седдоном (1968).
В 1970 году в работе Робертса Australian Ticks дано первое полное описание австралийских клещей, включая Ixodes holocyclus.
Первый подтвержденный случай смерти человека от укуса клеща в Австралии был зарегистрирован Клеландом в 1912 году,, когда большой, присосавшийся клещ вызвал вялый паралич у ребёнка, прогрессирующий до асфиксии. Надгробия на кладбище Куктауна приписывают некоторые человеческие смерти клещам.
В первой половине 20-го века по меньшей мере 20 человеческих смертей были приписаны парализующему клещу. Восемьдесят процентов жертв, зарегистрированных в Новом Южном Уэльсе в период с 1904 по 1945 год, были дети в возрасте до четырёх лет. Многие случаи «детского паралича» (позже известного как полиомиелит), вполне возможно, были неправильно диагностированы и на самом деле являлись случаями паралича клеща.

## Распространение
Ixodes holocyclus встречается в основном вдоль прибрежной зоны восточной Австралии, от Куктауна на севере Квинсленда до Лейкс-Энтранс в Виктории. В некоторых местах он встречается на расстоянии более 100 км вглубь страны, особенно в районах влажных уступов и хребтов, таких как горы Бунья в Квинсленде и Нижние Голубые горы в Новом Южном Уэльсе.